# Cabrakán
Dans la mythologie maya, Cabrakán est le dieu des montagnes et des tremblements de terre. Il est arrogant et violent et est considéré comme un démon. Il est le frère de Zipacna et le fils de Vucub Caquix et Chimalma. Il a eu six enfants dont un seul a survécu, Chalybir.
Zipacna était le géant de la mythologie maya, fils aîné de Vucub-Caquix et le frère de Cabracán, le dieu des tremblements de terre.
Surnommé « l'entasseur de montagne », Zipacna était doué d'une force prodigieuse. D'après certaines croyances, on disait même qu'il était capable de porter une montagne sur son dos.